# خدمة أخبار الصين
خدمة أخبار الصين أو خدمة الصين الاخبارية أو CNS (في اللغة الصينية المبسطة: 中国新闻社; في اللغة الصينية التقليدية: 中國新聞社; في نظام بينيين: Zhōngguó Xīnwénshè) هي ثاني أكبر وكالة أنباء مملوكة للدولة في الصين ، بعد وكالة أنباء شينخوا . كانت خدمة أخبار الصين تُدار سابقًا من قبل مكتب شؤون الصينيين في الخارج ، والذي تم استيعابهم في إدارة عمل الجبهة المتحدة بالحزب الشيوعي الصيني في عام 2018.   كانت عملياتها الاعلامية موجهة إلى الصينيين المغتربين في جميع أنحاء العالم إضافة إلى المقيمين في هونغ كونغ وماكاو وتايوان.   

## التاريخ
تم تأسيس خدمات أخبار الصين في عام 1952.  لديها مكاتب ومحطات إخبارية في كل مقاطعة في الصين ، وكذلك في هونغ كونغ وماكاو. لدى خدمات أخبار الصين أيضًا مكاتب إخبارية في دول أجنبية ، بما في ذلك الولايات المتحدة واليابان وفرنسا وتايلاند ونيوزيلندا وأستراليا.   تمتلك خدمات أخبار الصين أيضًا نيوزيلاند هرالد الصينية ، التي تشترك في ملكيتها مع نيوزيلاند للاعلام والترفية. رئيس تحرير خدمات أخبار الصين حتى فبراير 2015 كان ليو بيكسيان ، الذي أتُهم لاحقًا بارتكاب جرائم رشوة خلال حملة مكافحة الفساد في عهد شي جين بينغ . 
في عام 2018 ، أصبحت خدمات أخبار الصين جزءًا من مؤسسة أكبر تسمى إدارة عمل الجبهة المتحدة ، وذلك عندما تم دمجها مع مكتب الشؤون الصينية لما وراء البحار.
في يونيو 2020، صنفت وزارة الخارجية الأمريكية خدمة الأخبار الصينية، إلى جانب وسائل الإعلام الحكومية الصينية الأخرى، على أنها «عميل أجنبي». 

## الجدل
في عام 2014 ، نشرت خدمات اخبار الصين افتتاحية سخرت من السفير الأمريكي المنتهية ولايته لدى الصين غاري لوك . تم انتقاد الافتتاحية على نطاق واسع داخل الصين وعلى الصعيد الدولي لإشارتها إلى السفير الصيني الأمريكي على أنه موزة تم تفسيرها على أنها إهانة عنصرية. سخر المقال أيضًا من قدراته في لغة الماندرين الصينية وقال إن أسلافه سوف يتبرأون منه إذا عرفوا عن ولاءاته.  

## روابط خارجية
- الموقع الرسمي (في اللغة الصينية)
- الموقع الرسمي (في اللغة الإنكليزية)